# Thomas Meyer
Thomas H. Meyer (Bázel, 1950–) svájci író, szerkesztő, kiadó, antropozófus.

## Élete
Érettségi után filozófiát, germanisztikát és anglisztikát tanult. Waldorf-tanár volt.
1985-től független újságíró. 1990-ben megalapította a baseli Perseus Verlag könyvkiadót, amely 1996-tól a Der Europäer havi folyóirat kiadója is.
Walter Johannes Stein szellemi hagyatékának gondozója, főleg életrajzi művek szerzője és kiadója.
Rendszeresen jár Magyarországra előadásokat, könyvbemutatókat tartani, írásai megjelennek a Szabad Gondolat folyóiratban.

## Művei

### Könyvek
- 1984. Der Tod Merlins
- 1987. D.N. Dunlop. Ein Zeit- und Lebensbild
- 1988. (szerk.): Ein Leben für den Geist

Egy élet a szellemért. Ehrenfried Pfeiffer (Arkánum Szellemi Iskola, 2007)
- 1989. (társszerző Elisabeth Vreede): Die Bodhisattvafrage
- 1994. Ludwig Polzer-Hoditz – Ein Europäer;

Ludwig Polzer-Hoditz – Egy európai szellem (Arkánum Szellemi Iskola, 2006)
- 1998. Der unverbrüchliche Vertrag. Roman zur Jahrtausendwende
- 2001. Pfingsten in Deutschland. Ein Hörspiel um die deutsche «Schuld»
- 2003. Ichkraft und Hellsichtigkeit. Der Tao-Impuls in Vergangenheit und Zukunft

Én-erő és tisztánlátás. A Tao-impulzus a múltban és jövőben (Ita Wegman Alapítvány, 2007)
- 2004. Der 11. September, das Böse und die Wahrheit
- 2004. (szerk.): «Brückenbauer müssen die Menschen werden». Rudolf Steiners und Helmuth von Moltkes Wirken für ein neues Europa
- 2005-2007. (társszerző Andreas Bracher): Helmuth von Moltke. 1848–1916. Dokumente zu seinem Leben und Wirken I-II.
- 2006. Der Briefwechsel Ralph Waldo Emerson / Herman Grimm

### Egyéb írások
- 2002. Was geschah am 11. September wirklich? (Der Europäer, 2002. április)

Mi történt valójában szeptember 11-én? 

## Magyarul megjelent művei
- Ludwig Polzer-Hoditz, egy európai szellem; ford. Scherak Mária, Wirth-Veres Gábor, Lauer Katalin; Arkánum Szellemi Iskola, Ispánk, 2006
- Egy élet a szellemért. Ehrenfried Pfeiffer, 1899–1961; kiad., bev. Thomas Meyer, ford. Kovács Éva Klára; Arkánum Szellemi Iskola, Ispánk, 2007 (Arkánum Szellemi Iskola könyvtára sorozat)
- Én-erő és tisztánlátás. A tao-impulzus a múltban és jövőben; Natura-Budapest Kft.–Ita Wegman Alapítvány, Bp., 2007
- D. N. Dunlop. Kor- és életrajz; utószó Owen Barfield, ford. Wirth-Veres Gábor, Győrffy Orsolya; Natura-Budapest Kft.–Ita Wegman Alapítvány, Bp., 2010
- Rudolf Steiner "legsajátabb küldetése". A szellemtudomány karma-kutatásának eredete és aktualitása; ford. Kádas Katalin; Ita Wegman Alapítvány–Natura-Budapest Kft., Bp., 2011
- Én-erő és tisztánlátás. A tao-impulzus a múltban és jövőben; Püski, Bp., 2013
- "Hídépítők legyenek az emberek". Rudolf Steiner és Helmuth von Moltke az új Európáért. Astrid von Bethusy-Huc, Jürgen von Grone, Thomas Meyer és W. J. Stein írásai, valamint Rudolf Steiner első alkalommal megjelent szövege; szerk. Thomas Meyer, ford. Wirth-Veres Gábor; ABG Könyvek–ABG Rent Kft., Bp., 2017
- Mezítláb az izzó láván át. Képzelt-valós utazás Káin szigetére; ford. Pályer András; Ita Wegman Alapítvány, Bp., 2018

## Külső hivatkozások
- Perseus Verlag